# 实验流体力学 (期刊)
《实验流体力学》是由中国空气动力学会出版的学术性双月刊，自1987年开始出版。《实验流体力学》期刊定期刊出流体力学实验的进展，包括实验理论、方法，以及对流体力学相关的研究。刊出文章的内容包括高阶实验器材、流动显像、实验测量与变量控制、实验数据分析等。